# Gare du Palais (Haute-Vienne)
Gare du Palais vasútállomás Franciaországban, Le Palais-sur-Vienne településen.

## Vasútvonalak
Az állomást az alábbi vasútvonalak érintik:
- Orléans–Montauban-vasútvonal
- Palais-Eygurande-Merlines-vasútvonal

## Kapcsolódó állomások
A vasútállomáshoz az alábbi állomások vannak a legközelebb: